# Hygronemobius daphne
Hygronemobius daphne är en insektsart som beskrevs av Otte, D. och Peck 1998. Hygronemobius daphne ingår i släktet Hygronemobius och familjen syrsor. Inga underarter finns listade i Catalogue of Life.